# Exécutif Damseaux
L’Exécutif Damseaux est un exécutif wallon tripartite, composé de libéraux, de socialistes et de sociaux-chrétiens. Il compte 6 ministres.
Ce gouvernement fonctionne du 27 janvier 1982 au 27 octobre 1982 en remplacement de l'Exécutif Dehousse I. À la suite d'un accord d'alternance entre partenaires, il se muera en Exécutif Dehousse II.

## Composition
| Fonction                                                                                         | Titulaire | Titulaire             | Parti |
| ------------------------------------------------------------------------------------------------ | --------- | --------------------- | ----- |
| Ministre-Président, chargé de la Tutelle et des Relations extérieures                            |           | André Damseaux        | PRL   |
| Ministre de l’Économie                                                                           |           | Jean-Maurice Dehousse | PS    |
| Ministre pour le Budget et l’Énergie                                                             |           | Philippe Busquin      | PS    |
| Ministre des Technologies nouvelles et des P.M.E., de l’Aménagement du Territoire et de la Forêt |           | Melchior Wathelet     | PSC   |
| Ministre pour l’Eau, l’Environnement et la Vie rurale                                            |           | Valmy Féaux           | PS    |
| Ministre pour le Logement et l’Informatique                                                      |           | André Bertouille      | PRL   |